# 駅家町
駅家町（えきやちょう）はかつて広島県芦品郡に存在した町である。現在の福山市駅家町各町に相当する。
町名は奈良時代に山陽道が町内を通り、宿駅（品治宿）が設けられていたことに由来する。

## 沿革
- 1913年（大正2年）7月1日 - 芦品郡江良村・倉光村・中島村・坊寺村・万能倉村が新設合併し、駅家村が発足する。
- 1947年（昭和27年）11月3日 - 町制を施行し駅家町となる。
- 1955年（昭和30年）1月1日 - 近田村・服部村・宜山村と新設合併し、改めて駅家町が発足。
- 1956年（昭和31年）9月30日 - 深安郡加法村のうち法成寺の大部分を編入する。
- 1975年（昭和50年）2月1日 - 福山市へ編入される。同日駅家町廃止。

## 自然

### 河川
- 芦田川
- 吉野川 - 芦田川支流
- 服部川 - 芦田川支流
- 有地川 - 芦田川支流

### 山
- 蛇円山（標高545.8m）
- 高増山（標高399.2m）
- 石槌山（標高275m）

## 名所・旧跡
- 服部大池
- 草の神古墳

## 産業
農業が主だが、紡績工場やタイル工場が立地している。

## 大字
- 雨木（あめぎ）
- 今岡（いまおか）
- 江良（えら）
- 大橋（おおはし）
- 上山守（かみやまもり）
- 倉光（くらみつ）

- 下山守（しもやまもり）
- 助元（すけもと）
- 近田（ちかた）
- 中島（なかしま）
- 新山（にいやま）
- 服部永谷（はっとりながたに）

- 服部本郷（はっとりほんごう）
- 法成寺（ほうじょうじ）
- 坊寺（ぼうじ）
- 万能倉（まなぐら）
- 向永谷（むかいながたに）

## 教育

### 小学校
- 駅家町立駅家小学校
- 駅家町立駅家東小学校（現・福山市立駅家北小学校）
- 駅家町立服部小学校（現・福山市立駅家北小学校）
- 駅家町立宜山小学校

現在は旧町域に福山市立駅家北小学校および福山市立駅家西小学校が設置されているが、当時は未開校。

### 中学校
- 駅家町立駅家中学校

現在は旧町域に福山市立駅家南中学校が設置されているが、当時は未開校。

## 交通

### 鉄道
- 日本国有鉄道（国鉄）
  - 福塩線：万能倉駅 - 駅家駅 - 近田駅

### 道路
国道
- 国道182号
- 国道314号 - 町内の区間は国道182号と重複。

主要地方道
- 広島県道24号福山庄原線 - 1982年（昭和57年）12月6日廃止。現在の国道486号及び広島県道395号川南近田線。

一般県道
- 広島県道157号松永新市線
- 広島県道181号下御領新市線
- 広島県道392号中野駅家線
- 広島県道396号柞磨駅家線
- 広島県道398号新山府中線
- 広島県道419号坂瀬川駅家線